# Peter Orloff
Peter Orloff (Lemgo, 12 maart 1944) is een Duitse schlagerzanger, componist, tekstschrijver, producent, muziekuitgever en muzikaal leider.

## Leven
Peter Orloff werd geboren in een Russisch gezin. Zijn vader was een dominee die een kozakkenkoor leidde waar Peter op zijn veertiende lid van werd. Hij bezocht het Grabbe-Gymnasium in Detmold en studeerde daarna rechten in Keulen. Hij financierde zijn studie met klussen. In de jaren zestig richtte hij de groep "The Cossacks" op en werd daarna als zanger ontdekt door de liedschrijver Heinz Korn. In 1967 bracht hij zijn eerste plaat uit, een cover van Das schönste Mädchen der Welt, een van de grootste hits van de Oost-Duitse zanger Günter Geißler. Zijn succesvolste nummer is het tot op heden nog gezongen Ein Mädchen für immer. Dat bereikte in 1971 de negende plek in de hitlijsten en hij ontving daarvoor een gouden plaat.
In 1969 schreef Orloff voor Peter Maffay zijn bekendste nummer: Du. Ook voor artiesten als Freddy Quinn, Rex Gildo, Roy Black, Renate Kern, Bata Illic, Heino, Bernd Clüver, Marion Maerz, Séverine, Elfi Graf, Nina & Mike, Lolita en Julio Iglesias schreef Peter Orloff nummers, terwijl hij een album van de Duitse rockband Franz K. produceerde.
Alleen al in het programma ZDF Hitparade was hij in totaal 30 keer te zien.
In de jaren negentig wijdde Orloff zich meer aan de volksmuziek. Sinds jaren is hij de producent van het succesvolle Original-Schwarzmeer-Kosaken-Chor en reist daarmee jaarlijks langs kerken en concertzalen in geheel Duitsland. De nieuwe cultstatus van de Duitse schlagermuziek heeft ook zijn nummers weer populair gemaakt. Sinds enkele jaren treedt hij weer op op de poppodia van Duitsland.
Peter Orloff woont met zijn vrouw Linda, met wie hij in 1992 trouwde, in Overath in de buurt van Keulen.

## Discografie
Zie ook: Discografie van Peter Orloff

## Filmografie
- 1971: Die tollen Tanten schlagen zu
- 1974: Zwei im siebenten Himmel